# Cortejo

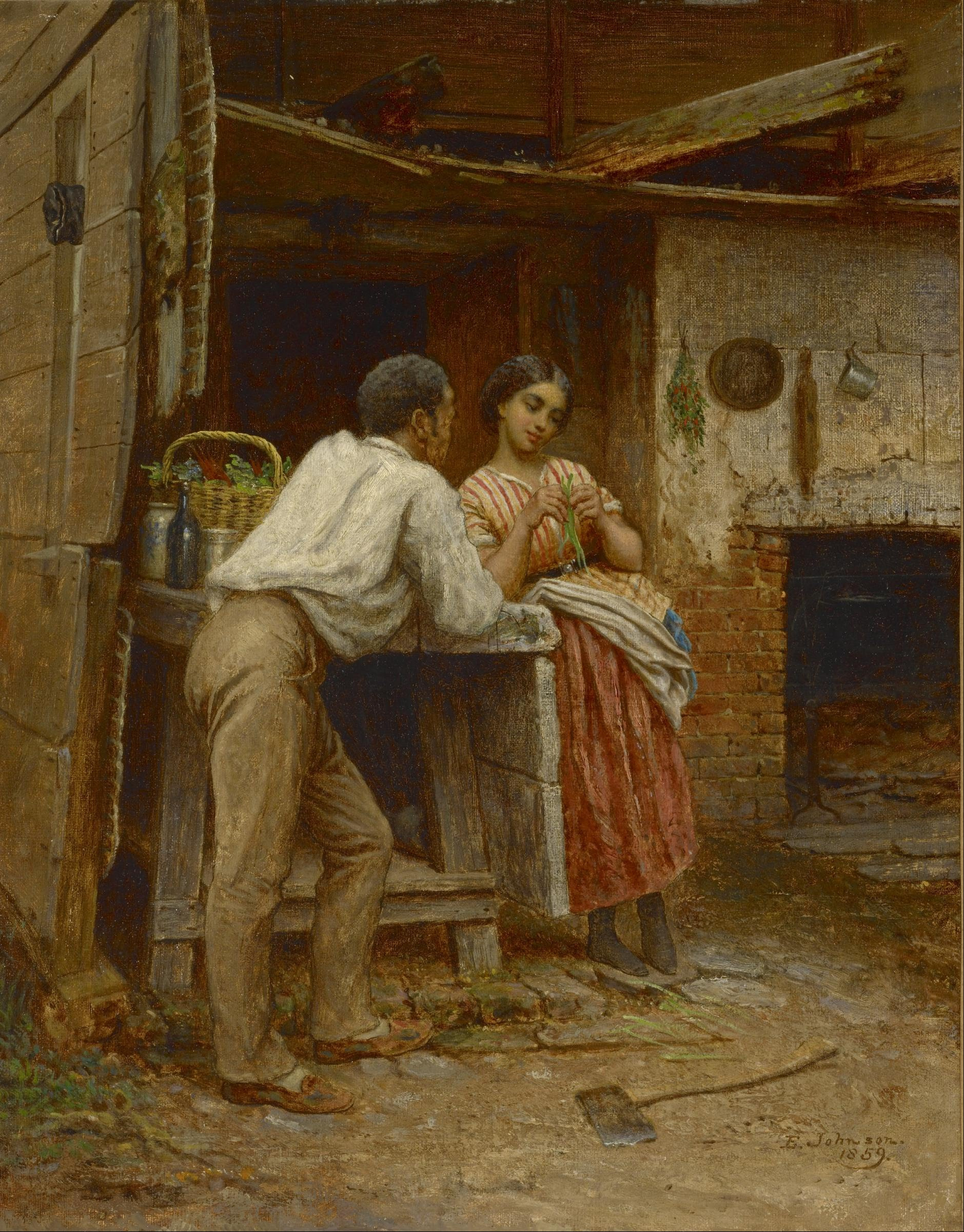
"Southern Courtship" do pintor americano Eastman Johnson (1824–1906)

Cortejo é o período de desenvolvimento para uma relação sexual ou afetiva em que um casal se conhece e decide se haverá um noivado, seguido por um casamento. O namoro pode ser um assunto informal e privado entre duas pessoas ou pode ser um assunto público, ou um acordo formal com a aprovação da família. Tradicionalmente, no caso de um noivado formal, é papel do homem "cortejar" ou "cortejar" ativamente uma mulher, encorajando-a a compreendê-lo e sua receptividade a um pedido de casamento. 
A duração média do cortejo varia consideravelmente em todo o mundo. Além disso, existe uma grande variação individual entre os casais. O cortejo pode ser completamente omitido, como nos casos de alguns casamentos arranjados em que o casal não se encontra antes do casamento.
No Reino Unido, uma pesquisa de 3.000 casais noivos ou casados resultaram em uma duração média entre o primeiro encontro e a aceitação proposta de casamento de 2 anos e 11 meses, com as mulheres se sentindo prontas para aceitar em uma média de 2 anos e 7 meses. Com relação à duração entre a proposta e o casamento, a pesquisa do Reino Unido acima deu uma média de 2 anos e 3 meses.